# Fryderyk Wilhelm Lempe
Fryderyk Wilhelm Lempe (ur. 9 lutego 1787 we Freibergu, zm. 4 października 1842 w Warszawie) – polski matematyk, inżynier górnictwa i działacz gospodarczy, naczelnik rządowych zakładów górniczo-hutniczych Królestwa Kongresowego.

## Życiorys
Studiował w Bergakademie we Freibergu. Studia uzupełnił w na Uniwersytecie w Lipsku. W 1817 sprowadzony przez Stanisława Staszica dla organizacji górnictwa krajowego. Był naczelnikiem Oddziału Górnictwa Rządowego Banku Polskiego. Projektował i organizował rozbudowę przemysłu górniczo-hutniczego w Królestwie Polskim. Był autorem planów budowy Huty Bankowej, a także współtwórcą przewrotu technologicznego w hutnictwie żelaza Królestwa Kongresowego.
Profesor matematyki Szkoły Akademiczno-Górniczej w Kielcach. Odznaczony Orderem Świętego Stanisława II klasy oraz Orderem Świętego Włodzimierza IV klasy. Pochowany na cmentarzu ewangelicko-augsburski w Warszawie.